# Chaetanthera acheno-hirsuta
Chaetanthera acheno-hirsuta là một loài thực vật có hoa trong họ Cúc. Loài này được (Tombesi) "Arroyo, A.M.R.Davies & Till-Bottr." mô tả khoa học đầu tiên năm 2004.